# San Carlos (Cojedes)
San Carlos è una città del Venezuela, capitale dello stato di Cojedes e capoluogo del comune di Ezequiel Zamora.
La città venne fondata il 27 aprile 1678 dal frate cappuccino Pedro de Berja con il nome di San Carlos de Austria.

## Monumenti e luoghi d'interesse
- Piazza Bolívar
- Chiesa di San Carlo
- Chiesa di San Domenico
- Chiesa di San Giovanni

## Amministrazione

### Gemellaggi
- Omaha
- Maturín